# Wachstedt
Wachstedt este o comună din landul Turingia, Germania. Populația este de 525 de persoane (la data de 31 decembrie 2010). Aceasta acoperă o suprafață de 17,46 km². Codul local este 16 0 61 101.